# Fiume Hunza
Il fiume Hunza (in urdu: دریائے ہنزہ) è il principale corso d'acqua del territorio omonimo compreso nell'area del Gilgit-Baltistan (un tempo conosciuta come Territori del Nord) nel nord del Pakistan. Esso nasce dalla confluenza del Kilik e del Khunjerab alimentate a loro volta dalle acque di fusione dei ghiacciai dell'area ed è ulteriormente ingrossato dal Gilgit e dal Naltar prima di confluire nell'Indo.
L'Hunza avanza nella catena del Karakorum da nord a sud. La strada del Karakorum lo attraversa presso le valli dello Hunza e del Nagar.
Il 4 gennaio 2010 un'enorme frana nei pressi del villaggio di Attabad ha sbarrato il fiume, bloccando completamente il flusso delle acque e creando il lago di Attabad (o lago Gojal).